# Со Вин (премьер-министр)
Со Вин (бирм. စိုးဝင်း; 10 мая 1947 — 12 октября 2007) — премьер-министр Мьянмы, генерал-лейтенант.
После окончания военной академии стал быстро продвигаться по служебной лестнице.
В 1988 году командовал пехотной дивизией, участвовавшей в подавлении народных выступлений в Янгоне (Рангуне), столице страны. С 1997 года командовал северным военным округом, где и поныне действуют мятежные этнические группы.
С 1997 г. — член правящего Военного совета. С ноября 2001 г. — генерал воздушной обороны Государственного Совета мира и развития (ГСМР). С февраля 2003 г. — 2-й секретарь, а с августа 2003 г. — 1-й секретарь ГСМР.
19 октября 2004 года председатель ГСМР Тан Шве назначил Со Вина премьер-министром Мьянмы.
Лечился от лейкемии в Сингапуре. Умер от неё же 12 октября 2007 года.